# Dai Wai-tsun
Dai Wai-Tsun (Chinees: 戴偉浚) (Hongkong, 24 juli 1999) is een Chinees-Hongkongs voetballer die als middenvelder voor Shenzhen FC speelt. Hij bezit ook een Engels paspoort.

## Carrière
Dai Wai-Tsun speelde in Hongkong in de jeugd van Eastern Sports Club en Kitchee SC. Hierna vertrok hij naar Engeland, waar hij in de jeugd van Reading FC en Bury FC speelde. Hij speelde in het seizoen 2017/18 voor Bury FC, waar hij in de wedstrijd tegen Fleetwood Town FC voor de Football League Trophy zijn enige doelpunt scoorde. In 2018 vertrok hij naar Oxford United FC, maar door blessures kwam hij hier niet in actie. De tweede seizoenshelft van het seizoen 2018/19 werd hij verhuurd aan FC Utrecht, waar hij bij Jong FC Utrecht aansluit. Hij speelde twaalf wedstrijden in de Eerste divisie. In 2019 vertrok hij bij Oxford zonder een wedstrijd te hebben gespeeld. Hij vertrok naar Wolverhampton Wanderers FC, waar hij in het tweede elftal speelde. Hierna speelde hij in China voor Shenzhen FC en Shanghai Shenhua.

### Statistieken
| Seizoen                                                                          | Club                    | Land           | Competitie     | Competitie | Competitie | Beker | Beker | Overig* | Overig* | Totaal | Totaal |
| Seizoen                                                                          | Club                    | Land           | Competitie     | Wed.       | Dlp.       | Wed.  | Dlp.  | Wed.    | Dlp.    | Wed.   | Dlp.   |
| -------------------------------------------------------------------------------- | ----------------------- | -------------- | -------------- | ---------- | ---------- | ----- | ----- | ------- | ------- | ------ | ------ |
| 2017/18                                                                          | Bury FC                 | Engeland       | League One     | 8          | 0          | 0     | 0     | 3       | 1       | 11     | 1      |
| 2018/19                                                                          | Oxford United FC        | Engeland       | League One     | 0          | 0          | 0     | 0     | 0       | 0       | 0      | 0      |
| 2018/19                                                                          | → Jong FC Utrecht       | Nederland      | Eerste divisie | 12         | 0          | –     | –     | –       | –       | 12     | 0      |
| 2019/20                                                                          | Wolverhampton Wanderers | Engeland       | Premier League | 0          | 0          | 0     | 0     | 0       | 0       | 0      | 0      |
| 2020                                                                             | Shenzhen FC             | China          | Super League   | 14         | 1          | 0     | 0     | 3       | 0       | 17     | 1      |
| 2021                                                                             | Shenzhen FC             | China          | Super League   | 19         | 3          | 4     | 0     | –       | –       | 23     | 3      |
| 2022                                                                             | Shenzhen FC             | China          | Super League   | 20         | 2          | 0     | 0     | –       | –       | 20     | 2      |
| 2023                                                                             | Shanghai Shenhua FC     | China          | Super League   | 1          | 0          | 0     | 0     | –       | –       | 1      | 0      |
| Carrièretotaal                                                                   | Carrièretotaal          | Carrièretotaal | Carrièretotaal | 74         | 1          | 4     | 0     | 6       | 1       | 84     | 7      |
| *Bevat wedstrijden uit de Football League Trophy, EFL Cup en play-offwedstrijden |                         |                |                |            |            |       |       |         |         |        |        |
| Bijgewerkt op 3 juli 2023                                                        |                         |                |                |            |            |       |       |         |         |        |        |

### Interlandcarrière
Dai Wai-tsun werd geboren in Hongkong en speelde ook jeugdinterlands voor dit land. In 2022 werd hij voor het eerst opgeroepen voor het Chinees voetbalelftal. Hij debuteerde voor China in de met 2-0 verloren kwalificatiewedstrijd tegen Japan. China werd een-na-laatste in de kwalificatiegroep en kwalificeerde zich zodoende niet voor het WK 2022. Ook speelde Dai met China op het Oost-Aziatisch kampioenschap 2022, waar hij derde werd van de vier teams.
| Interlands van Dai Wai-tsun voor China | Interlands van Dai Wai-tsun voor China | Interlands van Dai Wai-tsun voor China | Interlands van Dai Wai-tsun voor China | Interlands van Dai Wai-tsun voor China | Interlands van Dai Wai-tsun voor China |
| №                                      | Datum                                  | Wedstrijd                              | Uitslag                                | Soort wedstrijd                        | Doelpunten                             |
| Als speler bij Shenzhen FC             | Als speler bij Shenzhen FC             | Als speler bij Shenzhen FC             | Als speler bij Shenzhen FC             | Als speler bij Shenzhen FC             | Als speler bij Shenzhen FC             |
| -------------------------------------- | -------------------------------------- | -------------------------------------- | -------------------------------------- | -------------------------------------- | -------------------------------------- |
| 1.                                     | 27 januari 2022                        | Japan − China                          | 2 – 0                                  | WK 2022 kwalificatie                   | 0                                      |
| 2.                                     | 1 februari 2022                        | Vietnam − China                        | 3 – 1                                  | WK 2022 kwalificatie                   | 0                                      |
| 3.                                     | 24 maart 2022                          | China − Saoedi-Arabië                  | 1 – 1                                  | WK 2022 kwalificatie                   | 0                                      |
| 4.                                     | 29 maart 2022                          | Oman − China                           | 2 – 0                                  | WK 2022 kwalificatie                   | 0                                      |
| 5.                                     | 2 juli 2022                            | China − Zuid-Korea                     | 0 – 3                                  | Oost-Aziatisch kampioenschap 2022      | 0                                      |
| 6.                                     | 24 juli 2022                           | Japan − China                          | 0 – 0                                  | Oost-Aziatisch kampioenschap 2022      | 0                                      |
| 7.                                     | 27 juli 2022                           | China − Hongkong                       | 1 – 0                                  | Oost-Aziatisch kampioenschap 2022      | 0                                      |